# Penosan Sepakat
Penosan Sepakat is een bestuurslaag in het regentschap Gayo Lues van de provincie Atjeh, Indonesië. Penosan Sepakat telt 839 inwoners (volkstelling 2010).